# Arthur John Arberry
Arthur John Arberry (12 mai 1905 à Portsmouth – 2 octobre 1969 à Cambridge) est un orientaliste. 

## Biographie
Chercheur prolifique de l'arabe, le persan, et les études islamiques, il fait ses études à Portsmouth Grammar School et au Pembroke College, Cambridge. Sa traduction du Coran en anglais, The Koran Interpreted, est l'une des plus éminentes écrites par un non-musulman érudit, et très respectée parmi les universitaires,.